# Bolbitis cadieri
Bolbitis cadieri är en träjonväxtart som först beskrevs av Christ, och fick sitt nu gällande namn av Ren-Chang Ching. Bolbitis cadieri ingår i släktet Bolbitis och familjen Dryopteridaceae. Inga underarter finns listade.